# Шихово (Кировская область)
Шихово — деревня в Слободском районе Кировской области. Является административным центром Шиховского сельского поселения.

## География
Находится на расстоянии примерно 10 км по прямой на юго-восток от центра города Киров.

## История
Известна с 1670 года как пустошь Гришинская или Выборовская с 1 двором. В 1764 году в деревне (принадлежала Вятскому архиерею) учтено 44 жителя. В 1873 году здесь (уже деревня Гридинская или Шиховы) учтено дворов 10 и жителей 91, в 1905 22 и 81, в 1926 22 и 117, в 1950 23 и 183. В 1989 году проживало 703 человека.

## Население
Постоянное население составляло 746 человек (русские 97 %) в 2002 году, 750 — в 2010.